# NGC 7019
NGC 7019 је спирална галаксија у сазвежђу Јарац која се налази на NGC листи објеката дубоког неба.
Деклинација објекта је - 24° 24' 46" а ректасцензија 21h 6m 25,8s. Привидна величина (магнитуда) објекта NGC 7019 износи 14,1 а фотографска магнитуда 14,9. NGC 7019 је још познат и под ознакама ESO 529-22, AM 2103-243, IRAS 21035-2436, PGC 66107.